# Ten'ei (Fukushima)
Ten'ei (天栄村 Ten'ei-mura?) es una pueblo localizada en la prefectura de Fukushima, Japón. En junio de 2019 tenía una población de 5.268 habitantes y una densidad de población de 23,4 personas por km². Su área total es de 225,52 km².

## Geografía

### Municipios circundantes
- Prefectura de Fukushima
  - Aizuwakamatsu
  - Kōriyama
  - Shirakawa
  - Sukagawa
  - Yabuki
  - Nishigō
  - Kagamiishi
  - Shimogō

## Demografía
Según datos del censo japonés, la población de Ten'ei ha disminuido en los últimos años.
| Año del censo | Población |
| ------------- | --------- |
| 1995          | 7.153     |
| 2000          | 6.889     |
| 2005          | 6.486     |
| 2010          | 6.291     |
| 2015          | 5.611     |